# Czarny Las (masyw w Górach Kamiennych)
Czarny Las – mikroregion w Górach Kamiennych, położony najdalej na północ. Od południowego zachodu sąsiaduje z Górami Kruczymi, a od południowego wschodu z Pasmem Lesistej w Górach Kamiennych. Od północy graniczy z Pogórzem Wałbrzyskim, od północnego zachodu z Kotliną Kamiennogórską, a od południa z Kotliną Krzeszowską.
Składa się z dwóch pasm: na północy pasma Chojniaka i na południu właściwego pasma Czarnego Lasu.

## Szczyty
| Polska nazwa     | Niemiecka nazwa             | Wysokość     |
| ---------------- | --------------------------- | ------------ |
| Bukowina         | Mummelberg                  | 564 m n.p.m. |
| Chojniak         | Ziegenrücken                | 588 m n.p.m. |
| Czuba            | Gluckerberg, Glucker Berg   | 660 m n.p.m. |
| Góra Sanatoryjna |                             | 558 m n.p.m. |
| Góra Zamkowa     | Burgberg                    | 472 m n.p.m. |
| Jastrzębia Góra  |                             | 611 m n.p.m. |
| Jastrzębia Góra  | Hoheberg, Hohe Berg         | 638 m n.p.m. |
| Jastrzębnik      | Habichtsberg, Habichts Berg | 540 m n.p.m. |
| Łysina           | Rabeberg, Rabe Berg         | 515 m n.p.m. |
| Młynarka         | Mühlberg                    | 539 m n.p.m. |
| Polska Górka     | Leuschnerberg               | 539 m n.p.m. |
| Równa Góra       | Thiemen Berg                | 490 m n.p.m. |

## Budowa geologiczna
Zbudowane z karbońskich piaskowców, zlepieńców i łupków z wkładkami węgla kamiennego oraz karbońskich i permskich melafirów i ich tufów.

## Miejscowości
Miejscowości położone wokół Czarnego Lasu: Borówno (jedyna miejscowość położona w obrębie Czarnego Lasu), Czarny Bór, Grzędy, Kamienna Góra, Krzeszów, Witków.